# Cabera glabra
Cabera glabra là một loài bướm đêm trong họ Geometridae.